# Laberinto (juego de canicas)
Laberinto es un juego de habilidad física que consiste en una caja con un laberinto en la parte superior con agujeros y una canica de acero. El objetivo del juego es intentar inclinar el campo de juego para guiar la canica hasta el final del laberinto, sin dejar que caiga en ninguno de los agujeros. Algunas versiones del juego cuentan con una superficie de laberinto suspendida que gira sobre dos ejes, cada uno de los cuales se controla mediante una perilla. Se venden pequeñas versiones portátiles del juego, con la caja completamente cerrada con una cubierta transparente en la parte superior. El juego fue desarrollado por BRIO en Suecia y lanzado por primera vez allí en 1946. Fue introducido en los Estados Unidos por BRIO alrededor de 1950. En Estados Unidos varias empresas ofrecen juegos similares, ya que nunca estuvieron debidamente registrados los derechos de autor allí (según una de ellas).

## Recepción
La revista Games incluyó a Labyrinth en su lista de los "100 mejores juegos de 1980", describiéndolo como "como caminar por la cuerda floja sin el elemento de peligro". 